# Stéphanie Leclair
Stéphanie Leclair (née 15 janvier 1990) est une sportive québécoise et une athlète olympique pratiquant la nage (ou natation) synchronisée. Elle a participé aux Jeux olympiques d'été de 2012 qui avait lieu à Londres.

## Enfance
Stéphanie est née le 15 janvier 1990 dans la ville de Gatineau. Elle a commencé à faire de la nage synchronisée dès l'âge de 4 ans. Une fois adolescente, elle déménagea à Montréal pour s’entraîner dans le club élite alors qu'elle n'avait que 15 ans. Elle a été sélectionnée pour la première fois sur une équipe nationale à l'âge de 17 ans et avait participé aux Championnats du monde Junior en Russie.

## Carrière
Durant l'automne 2008, Stéphanie rejoint l'équipe nationale senior chez Synchro Canada. L'année suivante, elle termine troisième place à l’épreuve combinée aux Championnats du monde aquatiques de la FINA. À la Coupe du monde de la FINA de 2010, elle remporta deux médailles de bronze aux épreuves par équipe et combinées. En 2011, Stéphanie était membre de l’équipe médaillée d’or des Jeux panaméricains à Guadalajara qui allait permettre au Canada de se qualifier pour l’épreuve par équipe à Londres. Stéphanie et l’équipe ont également terminé quatrièmes la même année aux épreuves par équipe aux Championnats du monde aquatiques de la FINA. Stéphanie Leclair participait pour la première fois aux Jeux olympiques en 2012 et elle était membre de l’équipe olympique canadienne de nage synchronisée. L'équipe qui s’est classée finalement quatrième à Londres. Durant les championnats mondiaux aquatiques de la FINA en 2013, elle remporte deux médailles de bronzes dans les épreuves de combinaison libre. 

## Retraite
Le 7 novembre 2014, Stéphanie annonce officiellement sa retraite de la natation synchronisée lors d'une conférence de presse à Gatineau.